# Peter Luppa
Peter Luppa, auch Hans-Peter Luppa, (* 1959) ist ein deutscher Schauspieler.

## Leben
Hans-Peter Luppa wurde 1959 geboren. Er ist kleinwüchsig (1,36 m). Nach der Schule arbeitete er sieben Jahre als Zahntechniker in Karlsruhe.
Angefangen hat er am Staatstheater Karlsruhe. 1985 wurde er vom Münchner Residenztheater engagiert. 2004 erhielt er ein Festengagement am Berliner Ensemble.
1988 hatte Luppa in dem Film Wohin? seinen ersten Auftritt. 1988 hatte er seine erste wiederkehrende Rolle in der Fernsehserie Der Geisterwald oder Des Raben Rache.

## Filmografie (Auswahl)
- 1988: Wohin?
- 1988: Der Geisterwald oder Des Raben Rache (Fernsehserie, 2 Folgen)
- 1989: Mix Wix
- 1990: Werner – Beinhart!
- 1992: I Know the Way to the Hofbrauhaus
- 1998: Tatort (Fernsehserie, Folge 1x378 Tatort: Rosen für Nadja)
- 1999: E-M@il an Gott (Fernsehfilm)
- 1999: Viehjud Levi
- 2000: Alphateam – Die Lebensretter im OP (Fernsehserie, Folge 5x24)
- 2002: Ich liebe dieses Land (Fernsehfilm)
- 2006: Ein Toter führt Regie (Fernsehfilm)
- 2006: Das Haus der schlafenden Schönen
- 2009: Schneewittchen (Fernsehfilm)
- 2015: Hubert ohne Staller (Heiter bis tödlich: Hubert und Staller, Fernsehserie, Folge 4x06 Hubert und Staller: Der kleine Unterschied)
- 2023: Polizeiruf 110 (Fernsehserie, Folge 52x04 Polizeiruf 110: Paranoia)

## Hörspiele (Auswahl)
- 2018: Daniela Herzberg: Home Care (Wachmann) – Regie: Daniela Herzberg (Original-Hörspiel – RBB)

Quelle: ARD-Hörspieldatenbank